# The Luchagors (álbum)
The Luchagors es el álbum debut de la banda estadounidense de punk rock The Luchagors. El disco fue lanzado el 11 de septiembre de 2007.

## Lista de canciones
1. "White Boy" – 2:49
2. "Miracle" – 2:22
3. "All There Is" – 3:08
4. "Already Gone" – 3:27
5. "Burn" – 2:47
6. "Daddy's Girl" – 2:43
7. "Goodbye" – 3:35
8. "Janice" – 3:04
9. "Bastard" – 3:08
10. "Crazy World" – 2:30
11. "March of the Luchagors" – 1:53